# Lluís Domènech i Montaner
Lluís Domènech i Montaner (21. prosince 1850 Barcelona – 27. prosince 1923 Barcelona) byl katalánský architekt, jeden z nejvýznamnějších představitelů katalánského modernismu a secese.

## Biografie
Do historie vstoupil také jako katalánský politik, který vystupoval se svými silně nacionalistickými názory, byl totiž přesvědčen o kulturní nadřazenosti Katalánska, a také jako člen Katalánského národního centra a prezident Regionální ligy hrál významnou roli v hnutí za osamostatnění Katalánska. V roce 1904 však byl politikou zklamán a rozhodl se plně věnovat architektuře a archeologii.
Zpočátku však architekturu ani nestudoval. Studoval fyziku a přírodní vědy, po dvou letech však změnil obor a v roce 1873 architekturu dostudoval a byl jako architekt v Barceloně zaregistrován. Také 45 let pracoval jako profesor a později od roku 1899 jako ředitel na Escola d’Arquitectura, barcelonské škole architektury, kde se také hojně věnoval psaní esejů o architektuře, odborných knih a článků do novin a časopisů

 
Jeho nejslavnější díla – nemocnice Sant Pau (Hospital de Sant Pau) a Palác hudby (Palau de la Música Catalana) v Barceloně byly společně zařazeny v roce 1997 na seznam kulturního dědictví UNESCO. Na obou stavbách můžeme vidět rysy pro Domènech i Montanerovy stavby typické, jako například inspirace Maorskou kulturou, barevné mosaiky nebo prosvětlené prostory. V těchto stavbách také vyvrcholila jeho představa spojení racionalismu a bohaté výzdoby inspirovaná španělsko-arabskou architekturou. Na rozdíl od svých současníků, mezi kterými vyčnívá především Antoni Gaudí, Domènech i Montaner měl tendenci tvořit své stavby z lehčích materiálů a otevřených konstrukcí. 

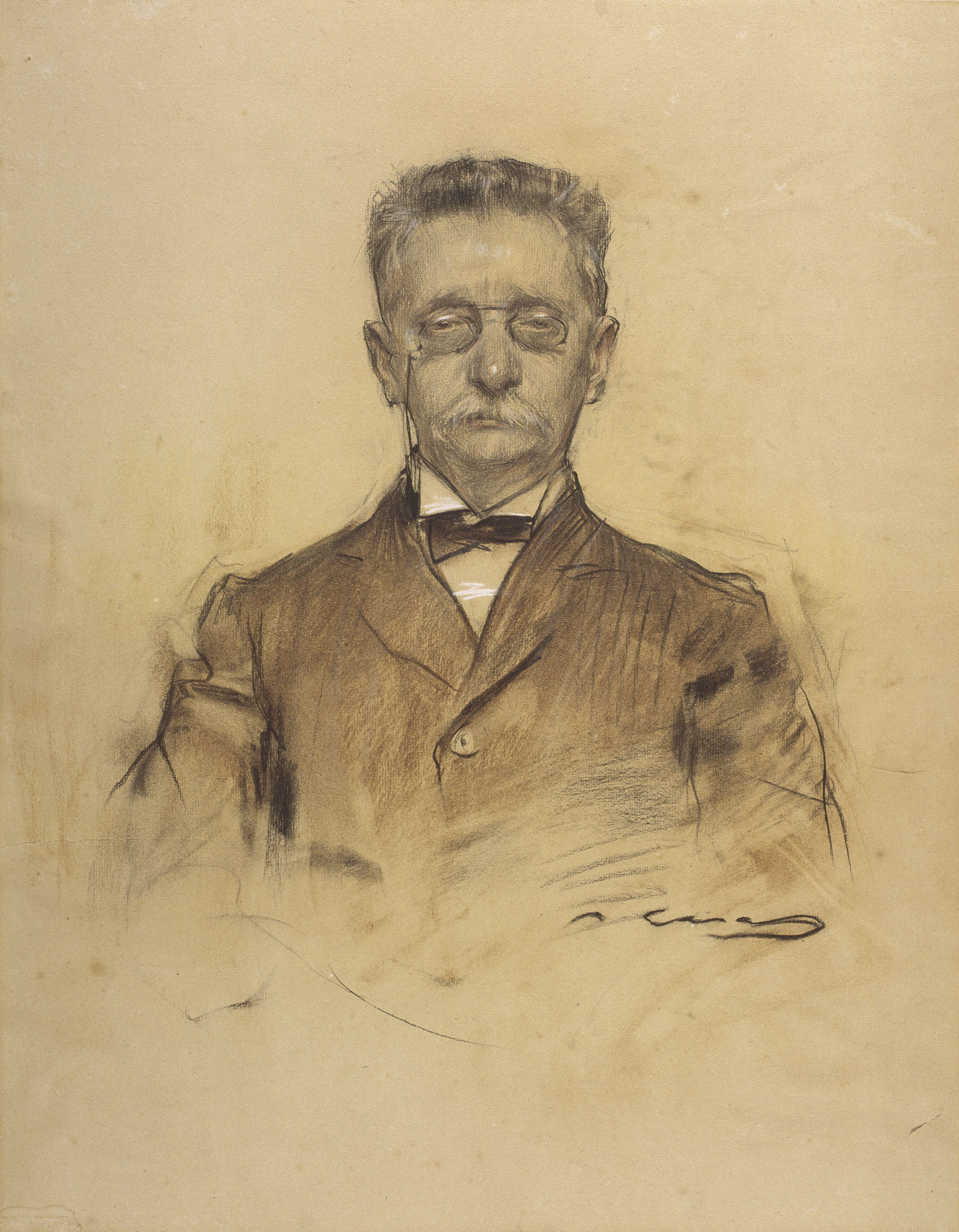
Lluís Domènech i Montaner

## Architektonická díla

### Institut Pere Mata
Před koncem devatenáctého století, kdy byla katalánská secese na vrcholu, Domènech navrhl a postavil ústav pro duševně choré ve městě Reus. Objekt je ukázkou veřejné stavby sloužící potřebám obyvatel, která však dodržuje dobové estetické principy. Tato snaha byla součástí postupných změn ve zdravotnictví, které podporovalo sociální přístup k lidskému zdraví. Budova se skládá z izolovaných pavilonů organizovaných podle vnitřních chodeb, aby co nejlépe vyhovovaly potřebám pacientů. Domènech do budovy vnesl prvky jako přírodní ornamenty v podobě mozaik, keramiky a vitráží, které v kombinaci s velkým množství světla vstupujícím do budovy má pomáhat léčit ducha. Tyto architektovy stavební postupy vyplynuly z jeho studií mnoha evropských nemocnic a výsledkem byly již zmíněné izolované pavilony. Ty samé stavební postupy byly použity i na jeho další a známější stavbě nemocnice Sant Pau.

### Nemocnice Sant Pau
Projekt nemocnice vznikl v důsledku rostoucího strachu o lidské zdraví ve velkých městech. Doménechova stavba kombinuje katalánskou klenbu a ocelové konstrukce, díky čemuž bylo dosaženo velkého množství světla a čistoty jednotlivých prostorů, která je podpořena střídmostí zdiva použitého v budově.

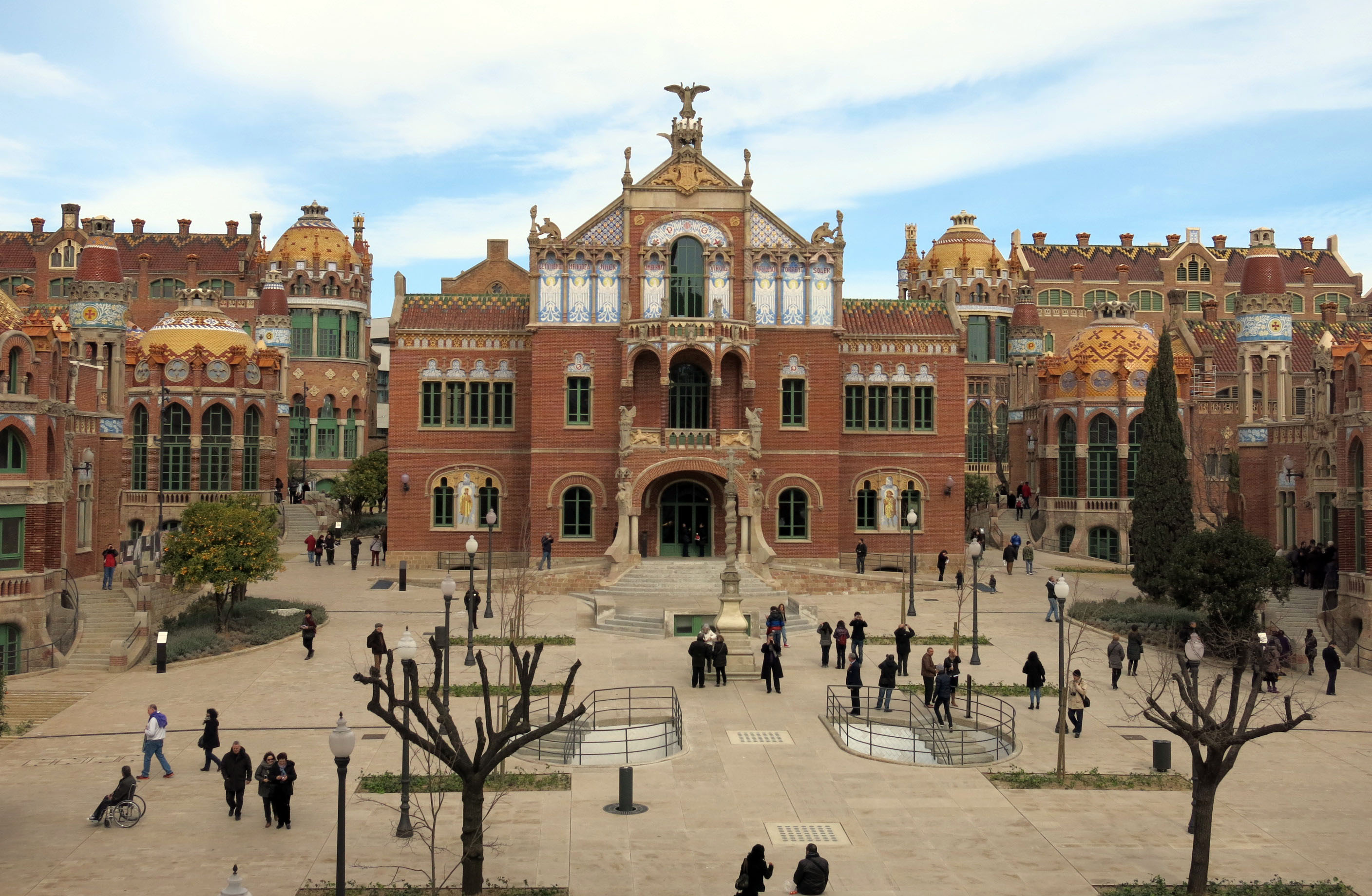
Nemocnice Svatého Pavla (Hospital de Sant Pau)

### Palác hudby v Barceloně
Ve své nejznámější stavbě využil Doménech velmi pokročilých stavebních postupů, jakými jsou laminátové profily, ocelové rámy vyztužené systémem pilířů a obvodové klenby inspirované gotikou, stejně jako velké prosklené zdi. Budova je vzorem Doménechovy práce a stylu. Ovládnutí interiéru a světla za použití dvojitých fasád a stylistické jednoty při výběru užitého umění - soch, mozaik, keramiky, vitráží a plastik. Tyto práce byly tvořeny známými umělci, jako byl Lluís Bru (mozaiky), nebo Miguel Blay (sochy).